# Aseita
Aseita (z latinského aseitas < a se o sobě) je ve filozofii a teologii označení faktu, že Bůh je pouze ze sebe a prostřednictvím sebe. Nespočívá totiž v ničem jiném, nýbrž je nepodmíněný, což vyplývá z jeho jedinosti a nekonečnosti.
Filozofickými termíny lze aseitas popsat tak, že existence Boha je totožná s jeho esencí (podstatou) neboli jeho esence v sobě nutně obsahuje fakt existence. Bůh je tak jediné jsoucno v pravém slova smyslu, ostatní jsoucna na jeho bytí pouze participují.
Pojetí aseitas dei v podobě causa sui (příčina sebe) rozvinul Baruch Spinoza (Etika I., definice 1).